# Prefektura Ekonomicznych Spraw Stolicy Apostolskiej
Prefektura Ekonomicznych Spraw Stolicy Apostolskiej (łac. Praefectura Rerum Oeconomicarum Sanctae Sedis) jest jednym z urzędów kurii rzymskiej działającej przy Stolicy Apostolskiej. Prefektura jest odpowiedzialna za zarządzanie i koordynację wszystkich spraw gospodarczych i finansowych Stolicy Apostolskiej. Dokonuje kontroli bilansów i budżetów poszczególnych dykasterii. Przygotowuje i publikuje co roku ogólne sprawozdanie finansowe Stolicy Apostolskiej.

## Historia
Prefekturę utworzył Paweł VI 15 sierpnia 1967 na mocy konstytucji apostolskiej Regimini Ecclesiae Universae.

## Przewodniczący Rady
- Angelo Dell’Acqua (1967–1968)
- Egidio Vagnozzi (1968–1980)
- Giuseppe Caprio (1981–1990)
- Edmund Szoka (1990–1997)
- Sergio Sebastiani (1997–2008)
- Velasio De Paolis CS (2008–2011)
- Giuseppe Versaldi (2011–2015)